# Prez-sous-Lafauche
Prez-sous-Lafauche település Franciaországban, Haute-Marne megyében. Lakosainak száma 275 fő (2022. január 1.). Prez-sous-Lafauche Aillianville, Chalvraines, Lafauche, Liffol-le-Petit, Semilly, Vesaignes-sous-Lafauche és Bourmont entre Meuse et Mouzon községekkel határos.

## Népesség
A település népességének változása:
| Lakosok száma | 368  | 409  | 348  | 344  | 321  | 315  | 296  | 281  | 276  | 275  |
|               | 1968 | 1982 | 1990 | 2006 | 2013 | 2015 | 2017 | 2019 | 2020 | 2022 |